# Cantón de La Haye-du-Puits
El cantón de La Haye-du-Puits era una división administrativa francesa, que estaba situada en el departamento de Mancha y la región de Baja Normandía.

## Composición
El cantón estaba formado por veintitrés comunas, más una fracción de otra comuna:
- Appeville
- Baudreville
- Bolleville
- Canville-la-Rocque
- Coigny
- Cretteville
- Denneville
- Doville
- Glatigny
- Houtteville
- La Haye-du-Puits
- Lithaire
- Mobecq
- Montgardon
- Neufmesnil
- Prétot-Sainte-Suzanne
- Saint-Nicolas-de-Pierrepont
- Saint-Rémy-des-Landes
- Saint-Sauveur-de-Pierrepont
- Saint-Symphorien-le-Valois
- Surville
- Varenguebec
- Vesly (fracción)
- Vindefontaine

## Supresión del cantón de La Haye-du-Puits
En aplicación del Decreto n.º 2014-246 de 25 de febrero de 2014, el cantón de La Haye-du-Puits fue suprimido el 22 de marzo de 2015 y sus 24 comunas pasaron a formar parte; veinte del nuevo cantón de Créances y cuatro del nuevo cantón de Carentan.